# Deux Pièces pour piano
Pour les articles homonymes, voir deux pièces.
Les Deux Pièces pour piano, op. 113, est une œuvre de la compositrice Mel Bonis.

## Composition
Mel Bonis compose ses Deux Pièces pour piano en 1922. L'œuvre est publiée aux éditions Sénart en 1924.

## Structure
L'œuvre se compose de deux mouvements :
1. Chevaux de bois
2. Pavane à Ninine

## Analyse
La Pavane a Ninine sous-entend une dédicace à une de ses petites-filles, Jeanine Domange.

## Sources
- Étienne Jardin, Mel Bonis (1858-1937) : parcours d'une compositrice de la Belle Époque, 2020 (ISBN 978-2-330-13313-9 et 2-330-13313-8, OCLC 1153996478, lire en ligne)